# Jérôme Lemonnier
Pour les articles homonymes, voir Lemonnier.
 (avril 2024).
Si vous disposez d'ouvrages ou d'articles de référence ou si vous connaissez des sites web de qualité traitant du thème abordé ici, merci de compléter l'article en donnant les références utiles à sa vérifiabilité et en les liant à la section « Notes et références ».
 (avril 2024).
Il peut être nécessaire de l'améliorer pour respecter le principe de neutralité de point de vue. Veuillez consulter la page de discussion pour plus de détails.

Jérôme Lemonnier est un compositeur français de musiques de films.

## Débuts
Durant ses études musicales, il obtient le Diplôme Supérieur de l'Enseignement du Piano à l'École normale de musique de Paris, une licence en Musicologie à la Sorbonne, ainsi que 2 prix d'écriture au Conservatoire national supérieur de musique et de danse de Paris.

## Musiques de films

### Cinéma

#### Longs métrages
- 2006 La Tourneuse de pages de Denis Dercourt
- 2008 Au-delà des cimes de Rémy Tezier
- 2009 Demain dès l'aube de Denis Dercourt
- 2013 La Chair de ma chair de Denis Dercourt
- 2014 Pour ton anniversaire de Denis Dercourt
- 2015 En équilibre de Denis Dercourt
- 2015 La Volante de Christophe Ali et Nicolas Bonilauri
- 2015: Mobile Étoile de Raphaël Nadjari
- 2016 Cessez-le-feu d'Emmanuel Courcol
- 2019 L'Enseignante de Denis Dercourt
- 2021 Vanishing (배니싱:미제사건) de Denis Dercourt

#### Courts métrages
- 2013  Le maillot de bain de Mathilde Bayle
- 2018  En vouloir ou pas de Mathilde Bayle
- 2019  Mon amie Pauline de Mathilde Bayle

### Télévision
- 1991  - Besoin de personne (Série 13 épisodes de 26 minutes) Télé-Images Productions
- 1992 -  Cousin William (Série 100 épisodes de 13 minutes) de Yves Lavandier
- 1992 -  Les Années FM (Série 40 épisodes de 26 minutes) -  M6
- 2014 - Attaques de requins à la Réunion de Rémy Tezier
- 2015 - Alex Hugo, saison 2 - Soleil Noir  de Pierre Isoard, France Télévisions
- 2016 - Alex Hugo, saison 3 - Les Amants du Levant d’Olivier Langlois, France Télévisions
- 2016 - Alex Hugo, saison 3 -  L'Homme Perdu de Pierre Isoard - France Télévisions
- 2017 - Alex Hugo, saison 4 - Marche ou Crève d’Olivier Langlois - France Télévisions
- 2017 - Alex Hugo, saison 4 -  Celle qui Pardonne de Sylvie Ayme - France Télévisions
- 2018  - Alex Hugo, saison 5 - La Balade Sauvage de Pierre Isoard - France Télévisions
- 2018 -  Alex Hugo, saison 5 - Mémoire Morte de Thierry Petit - France Télévisions
- 2018 - Alex Hugo, saison 5 - L'Etrangère d’Olivier Langlois -France Télévisions
- 2018 - Le Pont du Diable de Sylvie Ayme - France Télévisions
- 2018  - Quand baleines et tortues nous montrent le chemin de Rémy Tezier- Arte
- 2019 -  Alex Hugo, saison 6 - Jour de colère de Pierre Isoard  - France Télévisions
- 2019  - Alex Hugo, saison 6 - Les racines du mal  d’Olivier Langlois - France Télévisions
- 2019  - Alex Hugo, saison 6 - Un rêve impossible de Thierry Petit - France Télévisions
- 2020 -  T'en fais pas, j'suis là de Pierre Isoard, avec Samuel Le Bihan - France Télévisions
- 2020  - Meurtres à Toulouse de Sylvie Ayme, avec Lionnel Astier et Camille Aguilar - France Télévisions
- 2020  - Alex Hugo, saison 7 - La fin des temps d’Olivier Langlois - France Télévisions
- 2020  - Alex Hugo, saison 7 - Seuls au monde de Thierry Petit - France Télévisions
- 2020  - Alex Hugo, saison 7 - La Fille de l'hiver de Pierre Isoard - France Télévisions
- 2021: - Les marches de la mort de Virginie Linhart  - Arte
- 2021 - Alex Hugo, saison 8 - En terre sauvage  d’Olivier Langlois - France Télévisions
- 2021 - Alex Hugo, saison 8 - Les indomptés de Thierry Petit - France Télévisions
- 2022 - L'Oubliée d'Amboise de Sylvie Ayme avec Phillipe Bas et Pauline Bression - France Télévisions
- 2022  - Meurtres à Nancy de Sylvie Ayme avec Cristiana Reali et Fabrice Deville - France Télévisions
- 2022  - Alex Hugo, saison 9  - La dernière piste de Pierre Isoard - France Télévisions

## Théâtre
- 2001 -  Cendrillon d'après le conte de Charles Perrault - Mise en scène de Colette Roumanoff
- 2002 -  Le Bourgeois Gentilhomme de Molière - Mise en scène de Colette Roumanoff
- 2005 - Plus belle que toi (Blanche-Neige au Farwest) - Livret de Colette Roumanoff
- 2005 -  Dim Dam Doum et le Petit Roi de Katherine Roumanoff, mise en scène Colette Roumanoff
- 2006 - Le Malade imaginaire de Molière - Mise en scène Colette Roumanoff
- 2007 - Le Petit chaperon rouge d'après le conte de Charles Perrault - Mise en scène Colette Roumanoff
- 2008 - Hamlet de William Shakespeare -  Mise en scène de  Colette Roumanoff

## Distinctions
- 2007  Nomination au World Soundtracks Awards de Ghent, 2007 (La Tourneuse de Pages)
- 2007  Nomination César 2007 (La Tourneuse de Pages)[1]
- 2009  Nomination au World Soundtracks Awards de Ghent, (Demain dès l'Aube)
- 2013  Prix de la meilleure musique originale. Festival de Tübingen (La Chair de ma Chair)
- 2014  Nomination au World Soundtracks Awards de Ghent 2014 (Pour ton Anniversaire - La Chair de ma Chair)
- 2014  Nomination au Prix France Musique - SACEM (La Chair de ma Chair)
- 2016  Nomination au Prix France Musique - SACEM (En équilibre)